# 寺嶋裕二
寺嶋裕二（日语：／ Terajima Yūji，1974年5月10日—）是一名日本漫畫家，香川縣仲多度郡出身。代表作是《鑽石王牌》。

## 經歷
- 小、中、高中時期都熱愛棒球。擔任投手。高中時能投出130km的球。高中時代的小故事會寫在單行本的折頁。
- 大學時受《CROWS（日语：クローズ）》影響很深，畢業後就決定當個漫畫家而前往東京。而後獲得月例賞MGP。
- 得獎後即擔任綾峰欄人、井上正治、寺澤大介的助手。
- 1999年的棒球野球漫画『メンバー』獲得第62回マガジン新人漫畫賞佳作、並刊登在マガシンFRESH。
- 2002年開始在Magazine SPECIAL連載網路漫畫『巨人的腳步』，維持2年。
- 2003年於週刊少年Magazine刊登棒球漫畫『橋の下のバットマン』、2005年刊登棒球漫畫『幻の甲子園』、2006年5月開始連載棒球漫畫『鑽石王牌』。
- 『鑽石王牌』為第53回（平成19年度）小學館漫畫賞少年漫畫部門得主。

## 作品

### 運動漫畫
- 《巨人的腳步》（GIANT STEP）：全4冊（網球漫畫）
- 《鑽石王牌》（ダイヤのA）：第一部全47冊、第二部全34冊（棒球漫畫）

### 其他
- 絕望先生（End Card ‐ 11話）
- 山田君與7人魔女（End Card - 8話）
- UQ HOLDER! 〜魔法老師！2〜（End Card - 8話）

## 師傅
- 綾峰欄人
- 井上正治
- 寺澤大介

## 助手
- 惠廣史
- 大羽隆廣
- 岡田有希
- 宮島礼吏
- 高本ヨネコ

## 外部連結
- （日語）http://www.hb-nippon.com/interview/43-hb-nippon-intvw2008/96-intvw2008-16-date20080923no20 （页面存档备份，存于） （高校野球情報.com、2008年9月23日掲載）